# Jakub Świderski (zm. po 1572)
Jakub Świderski herbu Ślepowron (zm. po 1572 roku) – podkomorzy wiski i dworzanin królewski w 1553 roku.
Poseł na sejm krakowski 1553 roku, sejm warszawski 1556/1557 roku, sejm piotrkowski 1562/1563 roku z ziemi wiskiej.